# Global Assessment Report on Biodiversity and Ecosystem Services
Der Global Assessment Report on Biodiversity and Ecosystem Services, deutsch auch Globaler Bericht des Weltbiodiversitätsrats, ist ein im Mai 2019 von der siebten Vollversammlung des Weltrats für Biologische Vielfalt verabschiedeter Bericht zum globalen Zustand der Biodiversität und Ecosystem Services („Ökosystemdienstleistungen“). Analog zu den Sachstandsberichten des Intergovernmental Panel on Climate Change soll der Bericht eine wissenschaftliche Entscheidungsgrundlage für die Akteure in Politik und Gesellschaft sein.

## Zielsetzung und Umfang
Der Global Assessment Report bewertet auf globaler Ebene die in den vergangenen fünfzig Jahren eingetretenen Veränderungen der Biodiversität. Dabei zeichnet er für diesen Zeitraum ein umfassendes Bild der wirtschaftlichen Entwicklung und ihrer Auswirkungen auf die Natur. Er ist ein in dreijähriger Arbeit entstandenes Gemeinschaftswerk von fast 150 Fachautoren aus 50 Ländern, die von etwa 310 weiteren Autoren mit Beiträgen unterstützt wurden. Der Global Assessment Report umfasst etwa 1700 Seiten und ist das Ergebnis der Auswertung von mehr als 15.000 wissenschaftlichen Publikationen und Regierungsdokumenten. Die an seiner Erstellung beteiligten Fachleute sind überwiegend Naturwissenschaftler, zu einem Drittel haben Sozialwissenschaftler mitgewirkt und weitere zehn Prozent sind interdisziplinär tätig.
Der vorgelegte Bericht ist der erste Bericht zum globalen Zustand der Biodiversität seit dem 2005 im Auftrag der Vereinten Nationen veröffentlichten Millennium Ecosystem Assessment. Erfasst wurde neben der Vielfalt der Arten und der Lebensräume erstmals auch die genetische Diversität. Mit dem Bericht soll politikrelevantes Wissen über die biologische Vielfalt auf der Erde und deren Leistungen für den Menschen den Akteuren in Politik und Gesellschaft zugänglich gemacht werden.

## Kernaussagen
40 Prozent der Amphibien, fast ein Drittel der riffbildenden Korallen und mehr als ein Drittel der Meeressäuger sind vom Aussterben bedroht. Unsicherheit besteht bei den Insekten, es lässt sich keine Zahl der bedrohten Arten nennen, obwohl das wichtig wäre. Schätzungen gehen für diese Klasse von zehn Prozent bedrohter Arten aus. Seit dem 16. Jahrhundert sind mindestens 680 Arten der Wirbeltiere ausgestorben. Bis 2016 waren unter den Säugetieren mehr als neun Prozent der Nutztierrassen ausgestorben, weitere 1000 Rassen sind vom Aussterben bedroht. Bei den Pflanzen sind mehr als 60 Prozent der Palmfarne und ein Drittel der Koniferen vom Aussterben bedroht. Für mehr als 500.000 Arten prägten die Autoren den Begriff dead species walking (deutsch in etwa: Todgeweihte Art auf ihrem letzten Gang, angelehnt an das US-amerikanische Filmdrama Dead Man Walking) für Arten, die noch nicht ausgestorben sind, die aber aufgrund der Veränderungen oder der Verkleinerung ihrer Lebensräume langfristig keine Überlebenschance haben.
Die Bedrohung der Artenvielfalt ist nach Ansicht der Autoren des Berichts ohne Zweifel durch Menschen verursacht. Dabei ist der menschliche Flächenbedarf, durch den anderen Arten der Lebensraum entzogen wird, die Hauptursache. In den vergangenen 50 Jahren hat sich der Flächenverlust dramatisch beschleunigt. Für die Landwirtschaft wurden zum Beispiel Wälder gerodet, um Rinderweiden in Südamerika und Plantagen für Ölpalmen in Südostasien anzulegen. Hinzu kommt der Flächenbedarf für menschliche Siedlungen, der sich seit 1992 weltweit verdoppelt hat.
Die Überfischung ist der Hauptgrund für den Artenschwund in den Ozeanen. Die von Menschen befischten Meeresregionen nehmen zu und es wird in immer größeren Tiefen gefischt. Eine Vielzahl von Arten wird schneller gefangen als sie sich vermehren können. 2015 war ein Drittel der nutzbaren Fischarten überfischt, besonders betroffen sind Aale, der Granatbarsch, Dornhaie und alle anderen Haiarten und Rochen.
Weitere Aussagen:
- 85 Prozent der Feuchtgebiete sind zerstört
- Der Bestand der Korallenriffe hat sich seit dem 19. Jahrhundert um die Hälfte reduziert
- Zwischen 1980 und dem Jahr 2000 wurden 100 Millionen Hektar tropischer Regenwald abgeholzt – weitere 32 Millionen Hektar zwischen 2010 und 2015
- 23 Prozent der Landfläche des Planeten sind ökologisch heruntergewirtschaftet und können nicht mehr genutzt werden
- Der Verlust von Bestäuberinsekten bedroht Nahrungsmittelproduktion im Wert von 235 bis 577 Milliarden Dollar pro Jahr
- 300–400 Millionen Tonnen Müll landen jährlich in den Gewässern der Erde. Der Zustand der Gewässer hat sich seit der Industrialisierung um ca. 60 % verändert.
- Seit Beginn der Industrialisierung hat die Menschheit 75 % der bestehenden Landflächen verändert.
- Durch die Zerstörung von Küstengebieten wie Mangrovenwäldern ist die Lebensgrundlage von bis zu 300 Millionen Menschen gefährdet
- Rückgang der globalen Biomasse der wild lebenden Säugetiere um 82 %. Nun kommen 96 % der Säugetierbiomasse von Menschen und ihren Nutztieren
- Der Artenschwund verläuft in der Gegenwart bis zu hundertmal schneller als im Durchschnitt während der letzten zehn Millionen Jahre (Känozoikum, Erdneuzeit)

## Artenschutz und Klimaschutz
Der Artenschwund wird in dem Bericht nicht isoliert, sondern im Zusammenhang mit dem Klimawandel dargestellt. Beide Phänomene sind existenzielle Bedrohungen, doch Artenschutz und Klimaschutz werden häufig als unvereinbar angesehen. So trägt der Anbau von Raps und Mais als Energielieferanten zur Verringerung des CO2-Ausstoßes bei, doch der große Flächenverbrauch bedroht die Artenvielfalt. Der Weltbiodiversitätsrat und der Weltklimarat wollen in Zukunft stärker zusammenarbeiten und Alternativen fördern.

## Perspektiven
Der Bericht soll dabei helfen zu bewerten, wie es um Vorgaben wie die Aichi-Ziele zum Schutz der Biodiversität oder die Klimaziele des Kyoto-Protokolls steht. Nach Ansicht der Autoren des Berichts ist es „wahrscheinlich, dass die meisten Aichi-Biodiversitätsziele für das Jahr 2020 nicht erreicht werden“. Im Rückblick werden die Erfolge bei Zielen wie der Halbierung des Verlusts von Lebensräumen oder dem Ende der Überfischung als „armselig“ bezeichnet. Demgegenüber loben die Autoren die Erfolge beim Ausweisen von Naturschutzgebieten und bei der Bekämpfung invasiver Arten.
Im Bericht wurde festgestellt, dass sich „materielle Ökosystemleistungen“ (etwa Energie, Nahrungs- und Futtermittel), „kulturelle Ökosystemleistungen“ (etwa Bildung, Inspiration) und „regulierende Ökosystemleistungen“ (etwa Klimaregulation, Wasserqualität) teils verbesserten, teils verschlechterten. Der Rückgang einiger Ökosystemleistungen bedrohe die Lebensqualität der Menschen, wodurch sich u. a. Ungleichheiten beim Zugang zur Gesundheitsversorgung und zu gesunder Ernährung verschärfen können. Die meisten Ökosystemleistungen seien nicht vollständig ersetzbar oder sogar unersetzbar; ihr Verlust sei mit hohem Folgekosten verbunden. Des Weiteren zeigte der Bericht Folgen menschlichen Handelns auf der Land-, Süßwasser- und Meeresökosysteme auf. Bei der Festlegung künftiger Ziele zum Schutz der Natur und zur Erzielung von Nachhaltigkeit seien Klimawandel, Anpassungsmaßnahmen und die möglichen Folgen für die Biodiversität zu berücksichtigen. Um Ziele für nachhaltige Entwicklung (SDGs) und die 2050-Vision für Biodiversität erreichen zu können, seien grundlegende Transformationen notwendig – etwa in Bezug auf Raumplanung, integriertes Gewässer- und Küstenmanagement, Meeresraumplanung, bioregionale Energieplanung und neue städtebauliche Modelle. Die Autoren schlagen ein breit gefächertes Instrumentarium von Maßnahmen vor, einschließlich nachhaltiger landwirtschaftlicher Methoden, Anreize zur Reduzierung von Verbrauch und Abfall, effektive Fangquoten und eine kollaborative Wasserwirtschaft. Für eine nachhaltige Entwicklung sei ein globales Finanz- und Wirtschaftssystem notwendig, das vom „begrenzten Paradigma“ des Wirtschaftswachstums wegführt.
In einem Ausblick auf die Zukunft versichern die Autoren, dass bis zum Jahr 2030 eine Verbesserung der Situation möglich sei. Etwa durch eine Abschaffung umweltschädlicher Subventionen. Andererseits werde das Fortsetzen des bisherigen Fehlverhaltens die Lage bis zum ökologischen Kollaps verschärfen. Der Bericht liefert mehrere mögliche Szenarien für die zukünftige Entwicklung der globalen Biodiversität.
Die Veröffentlichung des Global Assessment Report am 6. Mai 2019 fand ein weltweites Medienecho. Dabei wurde die Aussage hervorgehoben, eine Million von acht Millionen bekannten Tier- und Pflanzenarten sei durch anthropogene Ursachen vom Aussterben bedroht.